# 大西連
大西 連（おおにし れん、1987年 - ）は、日本の市民活動家。日本国内の貧困問題に取り組む、認定特定非営利活動法人自立生活サポートセンター・もやい理事長。

## 略歴
東京都練馬区出身。麻布中学校・高等学校卒業。在学中はチェス部に所属。
2010年より東京・新宿での路上生活者支援活動に取り組む。2010年より自立生活サポートセンター・もやいの活動に参加し、2014年より現職。
2021年6月1日付で内閣官房孤独・孤立対策担当室政策参与に就任。その後、孤独・孤立対策推進法の施行に伴い内閣府に移管され、2024年4月1日付で内閣府孤独・孤立対策推進室孤独・孤立対策推進参与に就任。